# 山下浩平
山下 浩平（やました こうへい、1971年 - ）は、日本のグラフィックデザイナー、イラストレーター、絵本作家。

## 略歴
熊本県熊本市生まれ、兵庫県神戸市育ち。兵庫県立明石高等学校美術科、大阪芸術大学美術学科卒業。グラフィックを中心にデザイン活動を行っている。2000年よりデザイン・レーベルmountain mountain（マウンテンマウンテン）名義でデザイン活動を行う。2004年よりやましたこうへい名義で絵本の制作を行っている。日本グラフィックデザイン協会会員。

## 賞歴
- 2024年塚本学院校友会　社会貢献彰
- 2023年 関西元気文化圏賞 特別賞[2]
- 2022年 大阪・関西万博　公式キャラクターデザイン最優秀作品受賞[3]

## 主なデザイン・イラストレーション
- NIKKEI FORUM（ロゴデザイン）2023年　日本経済新聞社
- 2025年日本国際博覧会公式キャラクター[注 1]（デザイン、コンセプト、イラストレーション）2022年〜2023年
- エデュケーショントイ「はてなくん」（デザイン、イラストレーション）2019年〜　ベネッセ
- 園庭遊具KINDER ANIMALシリーズ（デザイン）キッズデザイン賞 2015受賞　フレーベル館
- 鹿児島銀行カレンダー（イラストレーション）2012年 2013年　鹿児島銀行
- 涸沢・穂高 安全ポケットガイド（デザイン、イラストレーション）2012年
- 上野動物園ジャイアント・パンダグッズ（デザイン、イラストレーション）2011年　東京動物園協会
- JT生命誌研究館パンフレット（デザイン、イラストレーション）2010年〜　JT生命誌研究館
- アイフルホーム・カレンダー（デザイン、イラストレーション）2010年　アイフルホーム
- 2010恐竜博いわて（キャラクターデザイン）2010年　日本経済新聞社、テレビ岩手
- 恐竜2009 砂漠の奇跡！！（キャラクターデザイン）2009年　日本経済新聞社、テレビ東京
- 涸沢フェス（キャラクターデザイン）2008年 2009年　山と溪谷社
- 中学生環境部パンフレット（デザイン、イラストレーション）2009年　Benesse
- 「やってみよう！グラウンド・ゴルフ」パンフレット（デザイン、イラストレーション）2008年　社団法人日本グラウンド・ゴルフ協会
- Panasonic eco ideas contest　ビジュアル（デザイン、イラストレーション）2007年 　パナソニック
- 亀型トイ Walkiebits Nature （デザイン）2006年　タカラトミー
- 世界の巨大恐竜博2006（キャラクターデザイン）2006年　日本経済新聞社、NHK
- れきぶん8　夏休みこどもカルチャー・ツアーズ（デザイン、アートディレクション）2006年　東京都歴史文化財団
- au Hello Messenger　（アートディレクション、キャラクターデザイン）2005年〜2009年 au
- 小学3年生理科　ふしぎだいすき　[4]（キャラクターデザイン）2005年〜　NHK eテレ
- イサム・ノグチ展　こどものためのパンフレット（デザイン、イラストレーション）2005年　東京都現代美術館
- 驚異の大恐竜博 2004（キャラクターデザイン）2004年　日本経済新聞社、テレビ東京
- 『うつわ の さいせい?』パンフレット（デザイン、イラストレーション）2002年 2003年　岐阜県地場産業振興対策事業グリーンライフ・プロジェクト21
- P＆G ペンギンファミリーCM（キャラクターデザイン）2004年 P＆G
- PARCO KIDS　メインビジュアル、ノベルティ（デザイン、イラストレーション）2002年 2003年　パルコ
- 南極キッズ（デザイン、イラストレーション）教育番組国際コンクール日本賞(30回）ウェブ部門最優秀賞受賞　[5] 2003年

## 主な絵本・児童書・紙芝居・挿画
絵本・児童書
- 『きょうりゅうゆうえんち ダイノ・ロボでサファリたんけん』2025年　ポプラ社　38頁
- 『見る 知る ふれあう 学校のまわりの自然たんけん図鑑』2025年（文/写真・谷本雄治）2025年 ポプラ社　全４巻　各49頁
- 『きょうりゅうゆうえんち』2023年　ポプラ社　40頁
- 『ちびクワくん おとうとなんて だいきらい』2022年　ほるぷ出版
- 『ちびクワくん どんぐりぼうしは どこ？』2021年　ほるぷ出版
- 『ちびクワくん』2020年　ほるぷ出版
- 『まんが 星の王子さま』（原作・サン＝テグジュペリ/文・奥本大三郎）2020年　小学館
- 『ファーブル先生の昆虫教室4巻～めぐる命と虫の役割～』（文・奥本大三郎）2020年　ポプラ社
- 『ファーブル先生の昆虫教室3巻〜小さいからこそ生きのこる〜』（文・奥本大三郎）2019年　ポプラ社
- 『世界を救うパンの缶詰』（文・菅 聖子）2017年　第65回 産経児童出版文化賞受賞　ほるぷ出版
- 『ファーブル先生の昆虫教室2巻〜昆虫研究の楽しさ〜』（文・奥本大三郎）2017年　ポプラ社
- 『ファーブル先生の昆虫教室〜本能のおろかさとかしこさ〜』（文・奥本大三郎）2016年　ポプラ社
- 『さがそう！ マイゴノビートル』（監修・奥本大三郎）2017年　偕成社
- 『さがそう！ マイゴノザウルス』（監修・真鍋真）2015年　偕成社
- 『ばななせんせいと おえかき』（文・得田之久）2015年　童心社
- 『ばななせんせいと さがしっこ』（文・得田之久）2015年　童心社
- 『ばななせんせいと おさんぽ』（文・得田之久）2014年　童心社
- 『ばななせんせい』（文・得田之久）2013年　童心社
- 『お江戸むしものがたり オンブバッタのおつかい』（文・得田之久）2013年　 教育画劇
- 『おうえんうさぎと なぞなぞう』（作：やすいすえこ）2016年　フレーベル館
- 『おうえんうさぎ』（作：やすいすえこ）2014年　フレーベル館
- 『ねえ、おつきさまどうしてぼくについてくるの？』（作・きむらゆういち）2009年　教育画
- 『かえるくんと けらくん』（文・得田之久）2010年　福音館書店

紙芝居
- 『ぴかぴか しょうぼうしゃのはっしーくん』2020年　教育画劇
- 『やんちゃきょうりゅう ティラノン』2016年　童心社
- 『おてんばきょうりゅう トリプラ』2015年　童心社
- 『やさしいよくりゅう プテラ』2014年　童心社
- 『はしれ きょうりゅう パラーサ』2013年　童心社
- 『はらぺこきょうりゅう スピノ』2012年　童心社
- 『ホタルくんとカエルさん』（脚本・得田之久）2011年　童心社

その他
- 教科書・挿絵『中学 新しいどうとく3』「救缶鳥プロジェクト」（挿絵）2025年〜　東京書籍
- 挿絵・装丁『御所野遺跡ものがたり』（著・高田和徳）2024年　同成社
- 挿絵『はじめての飼育・観察３カナヘビ』（監修・小宮輝之　編・こどもくらぶ）2024年　ポプラ社
- 連載 漫画『おばあちゃんとかめ』神戸新聞 第２、４土曜日 朝刊掲載（2023年11月〜）
- 神戸新聞 紙齢4万5000号　別刷り特集紙面　扉絵「言葉の翼 あしたへ」2023年6月21日朝刊[6]
- 挿絵「母の友」『すずめとだんごむし』（文・市川宣子）2021年11月　福音館書店
- web連載『まんが 星の王子さま』（原作・サン＝テグジュペリ/文・奥本大三郎）「P+D MAGAZINE」（2019年4月〜 2020年9月）
- 『ファーブル先生の昆虫教室』（文・奥本大三郎）「朝日小学生新聞/週刊連載」（2014年4月〜 2020年3月）
- 図鑑NEO『おおむかしの生物』付録ポスター「となえて覚える大むかしの生物50」（イラストレーション）2004年　小学館
- 教科書・挿絵『小学どうとく1年』「ジャングルジム」2020年〜　光村図書出版
- 教科書・挿絵『小学どうとく2年』「ぽんたとかんた」2018年〜　教育出版

- 教科書・挿絵『新しい理科3.4.5.6』（イラストレーション）2015年〜 東京書籍
- 挿画・挿絵・装丁『奥本昆虫記』（著：奥本大三郎）2015年　教育評論社
- 教科書・挿絵『どうとく』1年　2014年〜　光村図書出版

- クラフト本『mountain mountainの切り紙・モビールBOOK」』2009年　マイコミ

## 主なmountain mountainとしてのコラボレーション
- neox-ENO × mountain mountain（フィギュア）2006年　パイロット・コーポレーション
- ラテラテ・オリジナルクリップ（オリジナルクリップ）2003年　サントリー
- クリスマス・コレクタブルセット（ケイタイクリーナー） 2002年　※横浜限定　マクドナルド
- WANDA × mountain mountain（エコバック）※地域限定　アサヒ飲料

## 主な個展・企画展
- 個展 プロダクツとえほんたち（北海道・旭川/上野ファーム）2011年
- to the masses 参加 （ロサンゼルス/TOYOTA SCION SPACE）2010年
- 個展 KIRIGAMI MOBILE EXHIBITION（東京・御茶ノ水/美篶堂）2009年
- PIXEL PUSHERS 参加（ロサンゼルス/TOYOTA SCION SPACE）2007年
- 個展 プレゼントのきもち（東京・渋谷/パルコ ロゴスギャラリー）2004年
- 竹尾ペーパーショウ「PLEASE」招待参加（東京・南青山スパイラルガーデン）2002年
- 企画展 ORIGINAL PRODUCTS EXHIBITION（南青山/大阪/神戸/六本木等）2001年〜2010年

## その他
- ラジオ・ゲスト出演 NHKラジオ第一「ラジオ深夜便」アンカー住田功一 2022年10月7日
- ラジオ・ゲスト出演「大阪芸大スカイキャンパス」2022年（1月31日〜2月7日・14日・21日）全４回　出演者：大阪芸術大学 副学長・塚本英邦 / 映画監督・田中光俊
- 冊子・コラム「教室の窓 vol.75/巻頭言』2025年4月　東京書籍
- 冊子・コラム「児童教育 35」2025年3月　お茶の水女子大学附属小学校・NPO法人お茶の水児童教育研究会
- 雑誌・インタビュー「NIKKEI DESIGN」2023年7月　日経BP
- 雑誌・インタビュー『BRUTUS/珍奇昆虫』2021年12月　マガジンハウス